# 無言之歌
《無言之歌：木刻版畫本》（英語：Song Without Words: A Book of Engravings on Wood）是一部由美國藝術家林德·沃德（1905－1985年）於1936年創作的无字小说。該作品以21幅木刻畫所製成，是沃德創作的六部無字小說中的第五部（亦為篇幅最短的）作品，於創作最後一部（亦為篇幅最長的）作品《眩暈》（1937年）期間完成。故事講述一個準媽媽將孩子帶到一個受法西斯主義威脅下的世界時之焦慮—當時，沃德和作家梅·麥克尼爾對懷上二人的第二個孩子感到焦慮。

## 內容與風格
一名懷孕女子對「應否生小孩」一說感到極度痛苦。她幻想著一個又一個關於法西斯主義和死亡的噩夢，腦海中充滿著頭骨、集中營和被刺刀刺穿的嬰兒等圖像。最後，她反抗著一切威脅自身的力量，而其男性伴侣亦加入她和孩子的行列，象徵著未來的希望。
一如先前作品，沃德在作品中使用大量象徵，例如利用高聳的建築以象徵資本主義。畫中害蟲成群結隊的情景強調了這位準媽媽的恐懼—書中曾描繪一些噩夢般的秃鷹圖像、於被刺穿的嬰兒上爬行的螞蟻，以及在滿是孩子的納粹集中營裡四處亂跑的老鼠。

## 背景
林德·沃德（1905－1985年）是循道宗牧師、社會活動家哈里·F·沃德（1873－1966年）的兒子。在沃德的整個職業生涯中，年輕的沃德在其作品中表現出他父親對社會不公感興趣的影響。1926年，沃德與作家梅·麥克尼爾結婚，二人及後前往歐洲，惟沃德曾於德國莱比锡花費一年時間學習木刻術。他於當地曾接觸德國表现主义藝術，並曾閱讀法蘭德斯木刻藝術家法朗士·麦绥莱勒（1889－1972年）的無字小說作品《太陽》（1919年）。
其後，沃德重返美國，並當一名自由插畫師。1929年，他在紐約城偶然看到德國藝術家奧托·努克爾的無字小說《命運》（1926年）。該作品令沃德獲取靈感以創作一部屬於自己的無字小說—《上帝之人》（1929年），及後他亦著有《狂人之鼓》（1930年）、《野外朝聖》（1932年）及短篇作品《百萬年序幕》（1933年）。
沃德在創作其篇幅最長的無字小說作品《眩暈》（1937年）期間，開始長達兩年的《無言之歌》雕刻工作。其時，麥克尼爾懷上了他們的第二個孩子，夫妻二人與書中的主人翁一樣面臨著同樣的焦慮。他們在解決這些問題後，誕下了女兒羅賓。長大成人後的羅賓，在家中的一面牆上裝飾著《無言之歌》的版畫。
沃德於《夜晚讚歌》（Hymn for the Night，為一部對基督在納粹德國誕生的重述）中又回到了《無言之歌》的主題上。該書原本擬為沃德的第七部無字小說作品，但他就該作品製作20幅刻版畫後，感覺故事內容與其自身經歷背道而馳，故於1940年放棄該作品。

## 製作與出版
沃德為該書製作了21幅大小為55⁄8乘35⁄8英寸（14.3乘9.2）的木刻畫。1936年，該作品於由兰登书屋出版的限量版（印量1250本）中出現。這些書頁由Equinox Press聯合創辦人劉易斯·F·懷特（Lewis F. White）透過印刷原始雕版而成。該書的原始木刻印版為華盛頓特區乔治城大学約瑟夫·馬克·勞因格紀念圖書館（Joseph Mark Lauinger Memorial Library）林德·沃德收藏（Lynd Ward Collection）的藏品。